# Dolní Nětčice
Dolní Nětčice (in tedesco Unter Nietschitz) è un comune della Repubblica Ceca facente parte del distretto di Přerov, nella regione di Olomouc.